# 세인트조지구 (세인트빈센트 그레나딘)

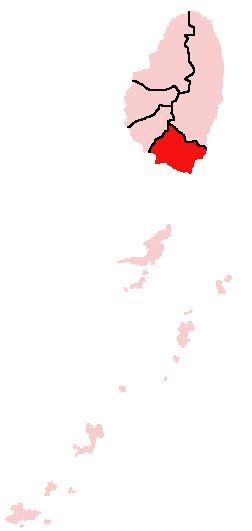
세인트조지구의 위치

세인트조지구(영어: Saint George Parish)는 세인트빈센트 그레나딘의 구로 행정 중심지는 세인트빈센트 그레나딘의 수도인 킹스타운이며 면적은 52km2, 인구는 52,400명(2000년 기준)이다. 세인트빈센트섬에 위치한다.